# BOCHS
Bochs (pronunciado "box") es un emulador de código abierto para PC escrito en C++ por Kevin Lawton. Es capaz de ejecutarse en múltiples plataformas y diferentes arquitecturas. Se distribuye bajo la licencia GPL.
Bochs posee la capacidad de emular una CPU con arquitectura Intel x86, dispositivos comunes de E/S, y un BIOS. Actualmente, Bochs puede ser compilado para emular un 386, 486 Pentium/Pentium II/Pentium III/ Pentium 4 o una CPU con arquitectura x86-64, incluyendo instrucciones adicionales como las MMX, SSEx y 3DNow!.
Además, es capaz de ejecutar una gran variedad de sistemas operativos dentro de su emulación, entre los cuales están Linux, DOS, Windows 95/98, Windows NT/2000/XP, Vista y 7. Bochs es muy utilizado en la depuración de sistemas operativos, ya que cuando el sistema operativo huésped cae por alguna razón, el sistema operativo anfitrión no cae también, lleva un registro de errores y de volcado de archivos, adicional a esto, Bochs emula todo el hardware que utiliza el sistema operativo huésped, emulando discos duros, cdrom, disquetes, es posible insertar, también mientras está corriendo el emulador, estas unidades, esto ocasiona un efecto negativo en el rendimiento, incluso siendo más lento que el emulador QEMU.
A diferencia de otros emuladores más populares, su interfaz gráfica de usuario es menos intuitiva, pero ofrece opciones de personalización editando el fichero bochsrc.txt.

## Historia
Bochs comenzó como un programa de pago con licencia comercial, al precio de US$ 25. Pero esta situación cambió cuando Mandrakesoft (ahora Mandriva) lo compró el 22 de marzo de 2000 y lo liberó para GNU/Linux bajo la licencia GNU Lesser General Public License.

## Hardware emulado
| Clase                   | Dispositivo |
| ----------------------- | --- |
| Tarjeta gráfica         | Cirrus Logic CL-GD5430 ISA |
|                         | Cirrus Logic CL-GD5446 PCI |
| Tarjeta de Sonido       | Sound Blaster 16 (ISA, sin plug&play) |
| Ethernet tarjeta de red | NE2000 Ethernet |
| Chipset                 | Intel 440FX PCI. Puente Host-to-PCI (PMC/DBX), Puente PCI-to-ISA , Controladora PCI IDE (PIIX3) también disponible. Las tarjetas PCI disponen de 5 slots.                    |
| USB                     | Root hub y dispositivos como mouse, tableta, teclado, disco. |
| SMP                     | Puede simular hasta 8 CPUs. |
| Enhanced BIOS           | El Torito (CD-ROM Standard), EDD v3.0, APM básico, características de un PCIBIOS, PCI Tradicional con tabla de enrutamiento de interrupcciones. 32-bit para ACPI, SMM y SMP. |

También es multiplataforma:
- Familia Windows
- Familia Unix (Linux, BSD, Minix...)
- Sistemas Mac
- Solaris
- BeOS
- PlayStation Portable (PSP)
- PlayStation 2 (PS2)
- Android

## Otras alternativas
- VMware
- KVM
- Virtual PC
- VirtualBox
- Xen
- QEMU
- Virtuozzo, software propietario
- Mac on Linux
- Basilisk II
- SheepShaver